# Општина Пасо де Овехас (Веракруз)
Пасо де Овехас (шп. Paso de Ovejas) општина је у Мексику у савезној држави Веракруз. Општина се налази на надморској висини од 51 м.

## Становништво
Према подацима из 2010. у општини је живело 32576 становника.

### Хронологија
| Година       | 2000                  | 2005                  | 2010                  |
| ------------ | --------------------- | --------------------- | --------------------- |
| Становништво | 30791 (15422 / 15369) | 29828 (14720 / 15108) | 32576 (16252 / 16324) |

### Попис
| \| \| м \| \| \| ж \| \| 0—2 \| 788 \| \| \| 689 \| \| 3—5 \| 747 \| \| \| 756 \| \| 6—11 \| 1.738 \| \| \| 1.641 \| \| 12—14 \| 884 \| \| \| 831 \| \| 15—17 \| 948 \| \| \| 886 \| \| 18—24 \| 1.959 \| \| \| 1.918 \| \| 60+ \| 2.063 \| \| \| 2.086 \| \| Просек : \| 31,3 \| \| \| 32,1 \| |       |  |  |       |
| |       |  |  |       |
| | м     |  |  | ж     |
| 0—2 | 788   |  |  | 689   |
| 3—5 | 747   |  |  | 756   |
| 6—11 | 1.738 |  |  | 1.641 |
| 12—14 | 884   |  |  | 831   |
| 15—17 | 948   |  |  | 886   |
| 18—24 | 1.959 |  |  | 1.918 |
| 60+ | 2.063 |  |  | 2.086 |
| Просек : | 31,3  |  |  | 32,1  |

| #   | Индикатор                                                                                        | Вредност |
| --- | ------------------------------------------------------------------------------------------------ | -------- |
| 1   | Становништво од 0 до 2 године                                                                    | 1477     |
| 2   | Мушко становништво од 0 до 2 године                                                              | 788      |
| 3   | Женско становништво од 0 до 2 године                                                             | 689      |
| 4   | Становништво са 3 и више година                                                                  | 31073    |
| 5   | Мушко становништво са 3 и више година                                                            | 15452    |
| 6   | Женско становништво са 3 и више година                                                           | 15621    |
| 7   | Становништво са 5 и више година                                                                  | 30071    |
| 8   | Мушко становништво са 5 и више година                                                            | 14961    |
| 9   | Женско становништво са 5 и више година                                                           | 15110    |
| 10  | Становништво са 12 и више година                                                                 | 26191    |
| 11  | Мушко становништво са 12 и више година                                                           | 12967    |
| 12  | Женско становништво са 12 и више година                                                          | 13224    |
| 13  | Становништво са 15 и више година                                                                 | 24476    |
| 14  | Мушко становништво са 15 и више година                                                           | 12083    |
| 15  | Женско становништво са 15 и више година                                                          | 12393    |
| 16  | Становништво са 18 и више година                                                                 | 22642    |
| 17  | Мушко становништво са 18 и више година                                                           | 11135    |
| 18  | Женско становништво са 18 и више година                                                          | 11507    |
| 19  | Становништво од 3 до 5 година                                                                    | 1503     |
| 20  | Мушко становништво од 3 до 5 година                                                              | 747      |
| 21  | Женско становништво од 3 до 5 година                                                             | 756      |
| 22  | Становништво од 6 до 11 година                                                                   | 3379     |
| 23  | Мушко становништво од 6 до 11 година                                                             | 1738     |
| 24  | Женско становништво од 6 до 11 година                                                            | 1641     |
| 25  | Становништво од 8 до 14 година                                                                   | 4021     |
| 26  | Мушко становништво од 8 до 14 година                                                             | 2087     |
| 27  | Женско становништво од 8 до 14 година                                                            | 1934     |
| 28  | Становништво од 12 до 14 година                                                                  | 1715     |
| 29  | Мушко становништво од 12 до 14 година                                                            | 884      |
| 30  | Женско становништво од 12 до 14 година                                                           | 831      |
| 31  | Становништво од 15 до 17 година                                                                  | 1834     |
| 32  | Мушко становништво од 15 до 17 година                                                            | 948      |
| 33  | Женско становништво од 15 до 17 година                                                           | 886      |
| 34  | Становништво од 18 до 24 године                                                                  | 3877     |
| 35  | Мушко становништво од 18 до 24 године                                                            | 1959     |
| 36  | Женско становништво од 18 до 24 године                                                           | 1918     |
| 37  | Женско становништво од 15 до 49 година                                                           | 8719     |
| 38  | Становништво са 60 и више година                                                                 | 4149     |
| 39  | Мушко становништво са 60 и више година                                                           | 2063     |
| 40  | Женско становништво са 60 и више година                                                          | 2086     |
| 41  | Однос између мушкараца и жена                                                                    | 99.56    |
| 42  | Становништво од нуле до 14 година                                                                | 8074     |
| 43  | Становништво од 15 до 64 године                                                                  | 21502    |
| 44  | Становништво од 65 година и више                                                                 | 2974     |
| 45  | Просечан број деце                                                                               | 2.43     |
| 46  | Становништво рођено у ентитету                                                                   | 30981    |
| 47  | Мушко становништво рођено у ентитету                                                             | 15456    |
| 48  | Женско становништво рођено у ентитету                                                            | 15525    |
| 49  | Становништво рођено у другом ентитету                                                            | 1401     |
| 50  | Мушко становништво рођено у другом ентитету                                                      | 715      |
| 51  | Женско становништво рођено у другом ентитету                                                     | 686      |
| 52  | Становништво од 5 година и више резидентно у ентитету у јуну 2005. године                        | 28704    |
| 53  | Мушко становништво старосног доба од 5 година и више, резидентно у ентитету у јуну 2005. године  | 14155    |
| 54  | Женско становништво старосног доба од 5 и више година, резидентно у ентитету у јуну 2005. године | 14549    |
| 55  | Становништво од 5 година и више које је живело у другом ентитету у јуну 2005. године             | 719      |
| 56  | Мушко становништво старије од 5 година које је живело у другом ентитету у јуну 2005. године      | 382      |
| 57  | Женско становништво старије од 5 година које је живело у другом ентитету у јуну 2005. године     | 337      |
| 58  | Становништво од 3 године и више које говори аутохтони језик                                      | 57       |
| 59  | Мушко становништво старо 3 године и више које говори аутохтони језик                             | 37       |
| 60  | Женско становништво старо 3 године и више које говори аутохтони језик                            | 20       |
| 61  | Становништво од 3 године и више које говори аутохтони језик и не говори шпански језик            | 0        |
| 62  | Мушко становништво старо 3 године и више које говори аутохтони језик и не говори шпански         | 0        |
| 63  | Женско становништво старо 3 године и више које говори аутохтони језик и не говори шпански језик  | 0        |
| 64  | Становништво старо 3 године и више које говори аутохтони језик и шпански                         | 29       |
| 65  | Мушко становништво старо 3 године и више које говори аутохтони језик и шпански                   | 17       |
| 66  | Женско становништво старо 3 године и више које говори аутохтони језик и шпански                  | 12       |
| 67  | Становништво од 5 година и више које говори аутохтони језик                                      | 57       |
| 68  | Становништво од 5 година и више које говори аутохтони језик и не говори шпански језик            | 0        |
| 69  | Становништво од 5 година и више које говори аутохтони језик и говори шпански језик               | 29       |
| 70  | Становништво у домородачким домаћинствима                                                        | 101      |
| 71  | Становништво са ограничењима у активностима                                                      | 1505     |
| 72  | Становништво са ограниченим ходањем или кретањем, горе или доле                                  | 816      |
| 73  | Становници са ограничењима вида, чак и уз кориштење сочива                                       | 344      |
| 74  | Становништво са ограничењима говора, комуникације или конверзације                               | 117      |
| 75  | Становништво са ограниченим слухом                                                               | 121      |
| 76  | Становништво са ограничењима при одевању, купању или јелу                                        | 47       |
| 77  | Становништво са ограничењима у опажању или учењу једноставних ствари                             | 64       |
| 78  | Становништво са менталним ограничењима                                                           | 148      |
| 79  | Становништво без ограничења активности                                                           | 30897    |
| 80  | Становништво од 3 до 5 година које не похађа школу                                               | 741      |
| 81  | Мушко становништво од 3 до 5 година које не похађа школу                                         | 367      |
| 82  | Женско становништво од 3 до 5 година које не похађа школу                                        | 374      |
| 83  | Становништво од 6 до 11 година које не похађа школу                                              | 104      |
| 84  | Мушко становништво од 6 до 11 година које не похађа школу                                        | 57       |
| 85  | Женско становништво од 6 до 11 година које не похађа школу                                       | 47       |
| 86  | Становништво од 12 до 14 година које не похађа школу                                             | 103      |
| 87  | Мушко становништво од 12 до 14 година које не похађа школу                                       | 49       |
| 88  | Женско становништво од 12 до 14 година које не похађа школу                                      | 54       |
| 89  | Становништво од 15 до 17 година похађа школу                                                     | 1379     |
| 90  | Мушко становништво од 15 до 17 година похађа школу                                               | 721      |
| 91  | Женско становништво између 15 и 17 година живота у школи                                         | 658      |
| 92  | Становништво од 18 до 24 године похађа школу                                                     | 898      |
| 93  | Мушко становништво од 18 до 24 године похађа школу                                               | 441      |
| 94  | Женско становништво од 18 до 24 године похађа школу                                              | 457      |
| 95  | Становништво од 8 до 14 година које не може да чита и пише                                       | 156      |
| 96  | Мушко становништво старосног доба од 8 до 14 година које не може да чита и пише                  | 86       |
| 97  | Женско становништво старосног доби од 8 до 14 година које не може да чита и пише                 | 70       |
| 98  | Становништво од 15 година и више које је неписмено                                               | 2289     |
| 99  | Мушко становништво од 15 година и више које је неписмено                                         | 1095     |
| 100 | Женско становништво од 15 година и више које је неписмено                                        | 1194     |
| 101 | Становништво старо 15 и више година без школовања                                                | 1896     |
| 102 | Мушко становништво старо 15 и више година без школовања                                          | 912      |
| 103 | Женско становништво старо 15 и више година без школовања                                         | 984      |
| 104 | Становништво старосног доба 15 и више година са непотпуним основним образовањем                  | 6412     |
| 105 | Мушко становништво старосног доба од 15 година и више са непотпуном основним образовањем         | 3078     |
| 106 | Женско становништво старосног доба 15 и више година са непотпуном основним образовањем           | 3334     |
| 107 | Становништво старо 15 и више година са комплетним основним образовањем                           | 4415     |
| 108 | Мушко становништво старо 15 година и више са комплетним основним образовањем                     | 1959     |
| 109 | Женско становништво старо 15 и више година са комплетним основним образовањем                    | 2456     |
| 110 | Становништво старосног доба 15 и више година са непотпуним средњим образовањем                   | 1150     |
| 111 | Мушко становништво старосног доба од 15 година и више са непотпуним средњим образовањем          | 604      |
| 112 | Женско становништво старосног доба од 15 година и више са непотпуним средњим образовањем         | 546      |
| 113 | Становништво старо 15 и више година са пуним секундарном образовањем                             | 4779     |
| 114 | Мушко становништво старосног доба од 15 година и више са пуним секундарном образовањем           | 2516     |
| 115 | Женско становништво старосног доба од 15 година и више са пуним секундарном образовањем          | 2263     |
| 116 | Становништво старије од 18 година са постосновним образовањем                                    | 5150     |
| 117 | Мушко становништво старије од 18 година са постосновним образовањем                              | 2683     |
| 118 | Женско становништво старије од 18 година са постосновним образовањем                             | 2467     |
| 119 | Просечна оцена школовања                                                                         | 6.93     |
| 120 | Просечан ниво образовања мушке популације                                                        | 7.08     |
| 121 | Просечан ниво образовања женског становништва                                                    | 6.78     |
| 122 | Економски активно становништво                                                                   | 12187    |
| 123 | Економски активна мушка популација                                                               | 9699     |
| 124 | Економски активна женска популација                                                              | 2488     |
| 125 | Становништво које није економски активно                                                         | 13822    |
| 126 | Мушко становништво које није економски активно                                                   | 3134     |
| 127 | Женско становништво које није економски активно                                                  | 10688    |
| 128 | Запослено становништво                                                                           | 11547    |
| 129 | Запослено мушко становништво                                                                     | 9136     |
| 130 | Запослено женско становништво                                                                    | 2411     |
| 131 | Незапослена популација                                                                           | 640      |
| 132 | Незапослена мушка популација                                                                     | 563      |
| 133 | Незапослена женска популација                                                                    | 77       |
| 134 | Становништво без права на здравствене услуге                                                     | 13555    |
| 135 | Становништво које има право на здравствене услуге                                                | 18926    |
| 136 | Становништво које има право на ИМСС                                                              | 12804    |
| 137 | Становништво које има право на социјално осигурање                                               | 728      |
| 138 | Становништво које има право на државно социјално осигурање                                       | 16       |
| 139 | Становништво које има право на опште осигурање или здравствено осигурање за нову генерацију      | 4645     |
| 140 | Становништво које је било једном или није било у браку током 12 година и више                    | 8215     |
| 141 | Венчано или уједињено становништво од 12 година и више                                           | 15196    |
| 142 | Становништво које је било у браку или уједињено 12 година и више                                 | 2767     |
| 143 | Становништво са католичком религијом                                                             | 27841    |
| 144 | Протестанти, еванђелисти и библијски следбеници различити од еванђелиста                         | 2819     |
| 145 | Становништво са другим религијама различитим од претходних                                       | 26       |
| 146 | Становништво без религије                                                                        | 1295     |
| 147 | Укупно пописаних домаћинства                                                                     | 9237     |
| 148 | Пописна домаћинства на челу са мушкарцима                                                        | 7135     |
| 149 | Пописна домаћинства на челу са женама                                                            | 2102     |
| 150 | Становништво у пописним домаћинствима                                                            | 32557    |
| 151 | Становништво у пописним домаћинствима на челу са мушкарцима                                      | 26225    |
| 152 | Становништво у пописним домаћинствима на челу са женама                                          | 6332     |
| 153 | Укупно домаћинстава                                                                              | 10797    |
| 154 | Укупно насељених домаћинстава                                                                    | 9243     |
| 155 | Укупно приватних кућа                                                                            | 10791    |
| 156 | Насељени приватни домови                                                                         | 9237     |
| 157 | Укупно насељених приватних кућа                                                                  | 9243     |
| 158 | Ненасељене приватне куће                                                                         | 1080     |
| 159 | Појединачна домаћинства за привремену употребу                                                   | 474      |
| 160 | Становници у насељеним приватним кућама                                                          | 32557    |
| 161 | Насељеност станара у приватним становима                                                         | 3.52     |
| 162 | Просечно становника по соби у приватним насељеним домаћинствима                                  | 1.05     |
| 163 | Појединачна домаћинства са подовима од различитих материјала од земље                            | 8515     |
| 164 | Појединачна домаћинства у приземљу                                                               | 700      |
| 165 | Појединачна домаћинства са једном спаваћом собом                                                 | 4162     |
| 166 | Појединачна домаћинства са две спаваће собе и више                                               | 5065     |
| 167 | Појединачна домаћинства са једним собом                                                          | 1098     |
| 168 | Појединачна домаћинства са две собе                                                              | 1810     |
| 169 | Појединачна домаћинства са 3 собе и више                                                         | 6314     |
| 170 | Појединачна домаћинства која имају електрично светло                                             | 9064     |
| 171 | Појединачна домаћинства која немају електрично светло                                            | 164      |
| 172 | Појединачна домаћинства која имају водоводну воду у стамбеном простору                           | 8413     |
| 173 | Појединачна домаћинства која немају водоводну воду у стамбеном простору                          | 796      |
| 174 | Појединачна домаћинства која имају тоалет                                                        | 8463     |
| 175 | Појединачна домаћинства која имају канализацију                                                  | 8208     |
| 176 | Појединачна домаћинства која немају канализацију                                                 | 891      |
| 177 | Појединачна домаћинства која имају електрично светло, довод воде из јавне мреже и канализацију   | 7587     |
| 178 | Појединачна домаћинства без икаквих услова                                                       | 210      |
| 179 | Појединачна домаћинства која имају радио                                                         | 6723     |
| 180 | Појединачна домаћинства која имају телевизор                                                     | 8714     |
| 181 | Појединачна домаћинства која имају фрижидер                                                      | 7709     |
| 182 | Појединачна домаћинства која имају машину за веш                                                 | 6010     |
| 183 | Појединачна домаћинства која имају аутомобил или комби                                           | 2862     |
| 184 | Појединачна домаћинства која имају рачунар                                                       | 1199     |
| 185 | Појединачна домаћинства која имају фиксну телефонску линију                                      | 2523     |
| 186 | Појединачна домаћинства која имају мобилни телефон                                               | 4750     |
| 187 | Појединачна домаћинства која имају приступ интернету                                             | 600      |